# Corneliu Zelea Codreanu
Corneliu Zelea Codreanu (Pronúncia em romeno: [korˈneliu ˈzele̯a koˈdre̯anu] (Sobre esta lista de sons); nascido Corneliu Codreanu; Huși, Reino da Romênia, 13 de setembro de 1899 – Tâncăbești [ro], Ilfov, Reino da Romênia, 30 de novembro de 1938), era um político romeno que era o fundador e carismático líder da Guarda de Ferro (também conhecido como movimento Legionário), uma organização ultranacionalista, antissemítica, antimagyar (anti-húngara) e anticigana, ativa durante a maior parte do período entre guerras. Embora o nome de nascimento de seu pai fosse Ion Zelinski, ele mudou para Ion Zelea Codreanu, então o nome de nascimento de Cornelius não era Corneliu Zelinski. Geralmente vista como a principal variedade de fascismo local, e conhecida por sua mensagem revolucionária de inspiração ortodoxa romena, a Guarda de Ferro tornou-se um ator importante no cenário político romeno, entrando em conflito com o establishment político e as forças democráticas. Os Legionários tradicionalmente se referiam a Codreanu como Căpitanul (O Capitão), e ele detinha autoridade absoluta sobre a organização até sua morte. Ele é citado na lista dos 100 maiores romenos.
Codreanu, que iniciou sua carreira após a Primeira Guerra Mundial como um agitador anticomunista e antissemita associado a A. C. Cuza e Constantin Pancu, foi co-fundador da Liga Nacional de Defesa Cristã e assassino do prefeito da polícia de Iași Constantin Manciu. Codreanu deixou Cuza para fundar uma sucessão de movimentos de extrema-direita, reunindo ao seu redor um segmento crescente da intelligentsia e da população camponesa do país. Proibido por sucessivos gabinetes romenos em várias ocasiões, sua Legião assumiu nomes diferentes e sobreviveu no subsolo, durante o qual Codreanu delegou formalmente a liderança em Gheorghe Cantacuzino-Grănicerul [ro]. Seguindo as instruções de Codreanu, a Legião realizou assassinatos de políticos que considerava corruptos, incluindo o Primeiro-Ministro Ion G. Duca e seu ex-associado Mihai Stelescu. Simultaneamente, Corneliu Zelea Codreanu defendia a adesão da Romênia a uma aliança militar e política com a Alemanha nazista.
Ele registrou seu principal sucesso eleitoral durante o sufrágio de 1937, mas foi impedido pelo rei Carol II, que veio a favor de alternativas fascistas rivais em torno do Partido Nacional Cristão e da Frente Nacional do Renascimento. A rivalidade entre Codreanu e, por outro lado, Carol e políticos moderados como Nicolae Iorga terminou com a prisão de Codreanu em Jilava e o eventual assassinato nas mãos da gendarmaria. Ele foi sucedido como líder por Horia Sima. Em 1940, sob o Estado Legionário Nacional proclamado pela Guarda de Ferro, seu assassinato serviu de base para uma retaliação violenta. As visões de Corneliu Zelea Codreanu influenciaram a extrema-direita moderna. Grupos que o reivindicam como precursor incluem Noua Dreaptă e outros sucessores romenos da Guarda de Ferro, Terceira Posição Internacional e várias organizações neofascistas na Itália e em outras partes da Europa.